# Parco nazionale della Baia di Baly
Il parco nazionale della Baia di Baly è un'area naturale protetta del Madagascar nord-occidentale, istituita nel 1997.

## Territorio
Il parco è situato sulla costa nord-occidentale del Madagascar, nella regione di Boeny, circa 150 km a sud di Mahajanga. I centri abitati più vicini sono Soalala e Ambohipaky.
La maggioranza degli abitanti della regione sono di etnia Sakalava.
La riserva è attraversata da molti corsi d'acqua stagionali, da due fiumi permanenti, l'Andranomavo e il Kapiloza, e da parecchi laghi, il maggiore di quali è il lago Sariaka (circa 300 ha).

## Flora
La vegetazione più caratteristica dell'area è rappresentata dalla macchia di bambù, una formazione costituita da un mosaico di arbusti di altezza inferiore ai 2 m (prevalentemente Bauhinia spp. e Terminalia spp.), boschetti di bambù (Perrierbambos madagascariensis), aree di savana e aree rocciose prive di vegetazione.
La parte più meridionale della baia di Baly è ricoperta da una fitta mangrovia, dominata da Avicennia spp. e Rhizophora spp..
La foresta decidua secca, dominata da Dalbergia spp., Commiphora spp. e Erythrophleum couminga, prevale nelle regioni di Tsiombikibo e Ambinda, mentre il resto dell'area è occupato da formazioni secondarie di savana, in cui si ritrovano palme dei generi Bismarckia e Hyphaene.
Le specie erbacee prevalenti della savana sono Aristida spp., Eragrostis spp. e Heteropogon contortus.

## Fauna

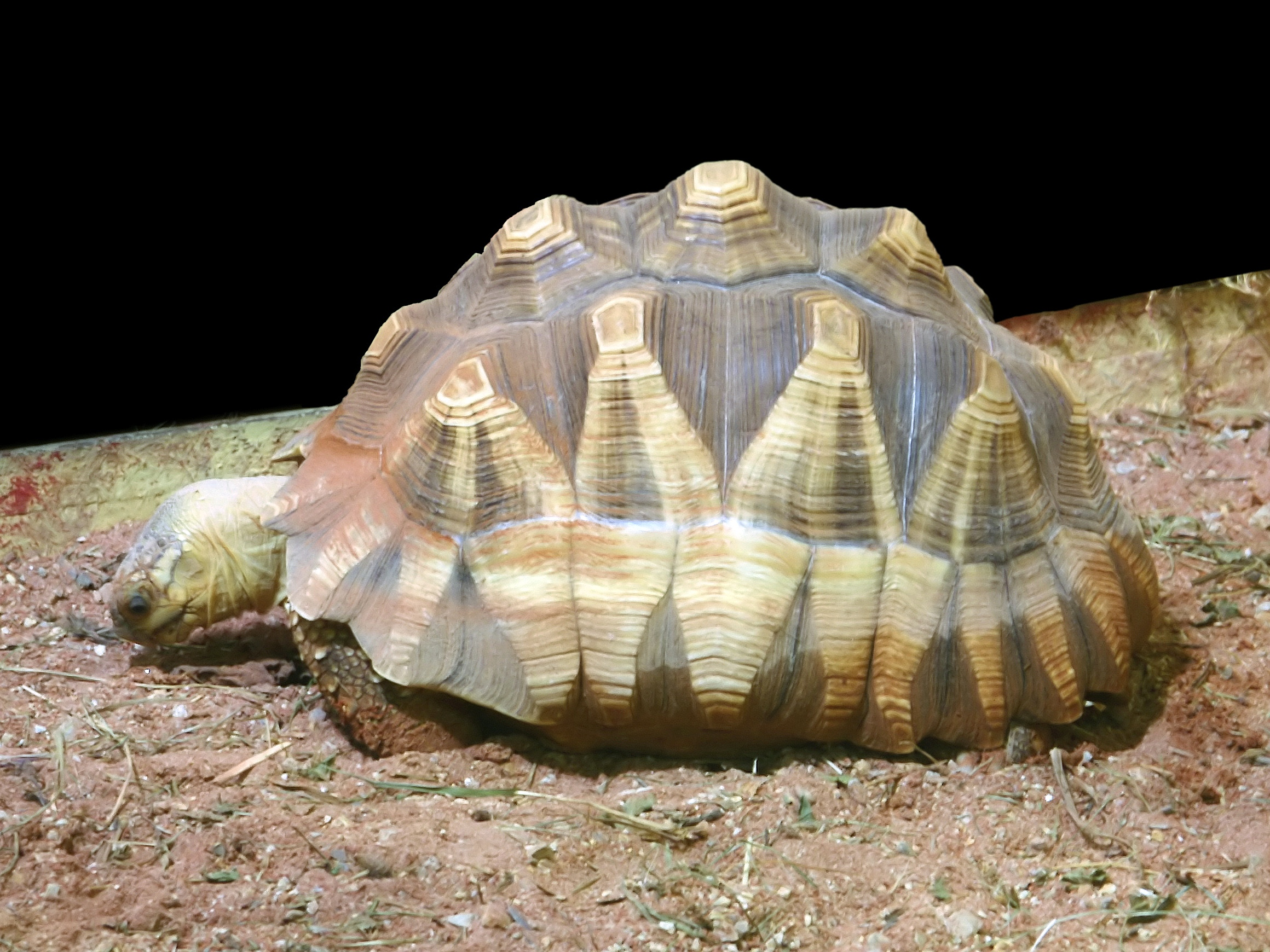
Testuggine dal vomere (Astrochelys yniphora)

La baia di Baly è l'unico habitat naturale della rarissima testuggine dal vomere (Astrochelys yniphora), una testuggine in pericolo critico di estinzione, di cui si stima la sopravvivenza in natura di appena 600 esemplari.
Tra i mammiferi presenti nel parco vi sono ben 7 diverse specie di lemuri: il sifaka di Decken (Propithecus deckeni), l'apalemure occidentale (Hapalemur occidentalis), il lepilemure di Ahmanson (Lepilemur ahmansonorum), il lemure dalla fronte rossa (Eulemur rufus), l'aye-aye (Daubentonia madagascariensis), il chirogaleo medio (Cheirogaleus medius) e il microcebo murino (Microcebus murinus). Altri mammiferi presenti sono il fossa (Cryptoprocta ferox), il fanalouk (Eupleres goudotii), il tenrec comune (Tenrec ecaudatus) e il tenrec riccio maggiore (Setifer setosus). Molto nutrito il contingente dei chirotteri in cui si annoverano: Rousettus madagascariensis, Eidolon dupreanum, Taphozous mauritianus, Myzopoda schliemanni, Myotis goudoti, Coleura afra, Tadarida jobimena, Miniopterus gleni, e Miniopterus manavi.
Nel parco sono state censite ben 118 specie di uccelli di cui 35 endemiche del Madagascar. In particolare va citata la presenza dell'aquila pescatrice del Madagascar (Haliaeetus vociferoides) che nidifica nei pressi del lago Sariaka, e di numerosi altri uccelli acquatici tra cui la spatola africana (Platalea alba), il tantalo beccogiallo (Mycteria ibis), l'airone cenerino (Ardea cinerea), l'airone di Humblot (Ardea humbloti) e l'ibis sacro del Madagascar (Threskiornis bernieri).  Altre specie segnalate sono l'ibis crestato di foresta (Lophotibis cristata), il corriere del Madagascar (Charadrius thoracicus), il vanga beccodifalce (Falculea palliata) e il tessitore di Sakalava (Ploceus sakalava). Nel periodo estivo nelle acque marine antistanti il parco si radunano colonie di diverse migliaia di sterne, principalmente Sterna bengalensis e Sterna hirundo.
Tra gli  anfibi è segnalata la presenza di Dyscophus insularis, Heterixalus luteostriatus, Laliostoma labrosum, Mantella betsileo, Ptychadena mascareniensis, Blommersia wittei, Boophis doulioti, Mantidactylus betsileanus e Scaphiophryne calcarata.